# Culex chalcocorystes
Culex chalcocorystes é um espécie de mosquito do género Culex, pertencente à família Culicidae.